# Брестская крепость (пещера)
Пещера «Брестская крепость» (МН-54) расположена в Абхазии, в восточной части (Минский трог) горного массива Арабика вблизи города Гагры.
Пещера пройдена до глубины 420 метров.

## Сложность прохождения пещеры
Категория сложности 3Б—4А.

## Описание пещеры
( см. схему )  (пол.)
Вход в пещеру — узкий слегка наклонный ход с очень сильной тягой воздуха. После 4-5 метров в длину - слепой колодец, по верху которого удалось пройти серию узких ходов и колодец до обвального зала, где организовывался подземный базовый лагерь при последующем штурме пещеры. Пещера пройдена до огромного (ширина до 50 м, высота потолка около 40 и длина порядка 120 м), заваленного глыбами зала, из которого берет начало высокий, многоуровневый меандр, заканчивающийся сифоном (затопленным колодцем).

## История исследования
Пещера открыта в 1985 году Александром Петрушей и Сергеем Краско, но после прохождения 4-5 метров в длину, они остановились перед непроходимой щелью. В 1992 году, в последний день белорусско-английской экспедиции, двойке Сергей Комаров - Сергей Краско удалось ногами расшевелить несколько камней в узком ходе и просочиться через входную узость. После того, как они спустились до -25 м, их остановила узость на дне первого колодца.
В 2000 году, после окончания военных действий в Абхазии, пятерым белорусским спелеологам (рук. С. Краско) в составе экспедиции CAVEX, удалось расширить ряд узостей и пройти пещеру до глубины -150 м и обнаружить кости животных. В 2001 году экспедиции клуба «Геликтит» (рук. С. Краско) с применением технических средств для расширения узостей удалось достичь глубины -218 м.
В 2002 году вход в пещеру не удалось откопать из-за глубокого снега, но в 2004 году, в ходе экспедиции брестской секции клуба «Геликтит» с участием московских спелеологов (рук. С. Кабанов - ст.) удалось пройти пещеру до -420 м.
Своё название пещера получила потому, что «… не сдается …», как и Брестская крепость.